# Copelatus jarrigei
Copelatus jarrigei är en skalbaggsart som beskrevs av Legros 1954. Copelatus jarrigei ingår i släktet Copelatus och familjen dykare. Inga underarter finns listade i Catalogue of Life.